# Championnats de Belgique d'athlétisme 2020

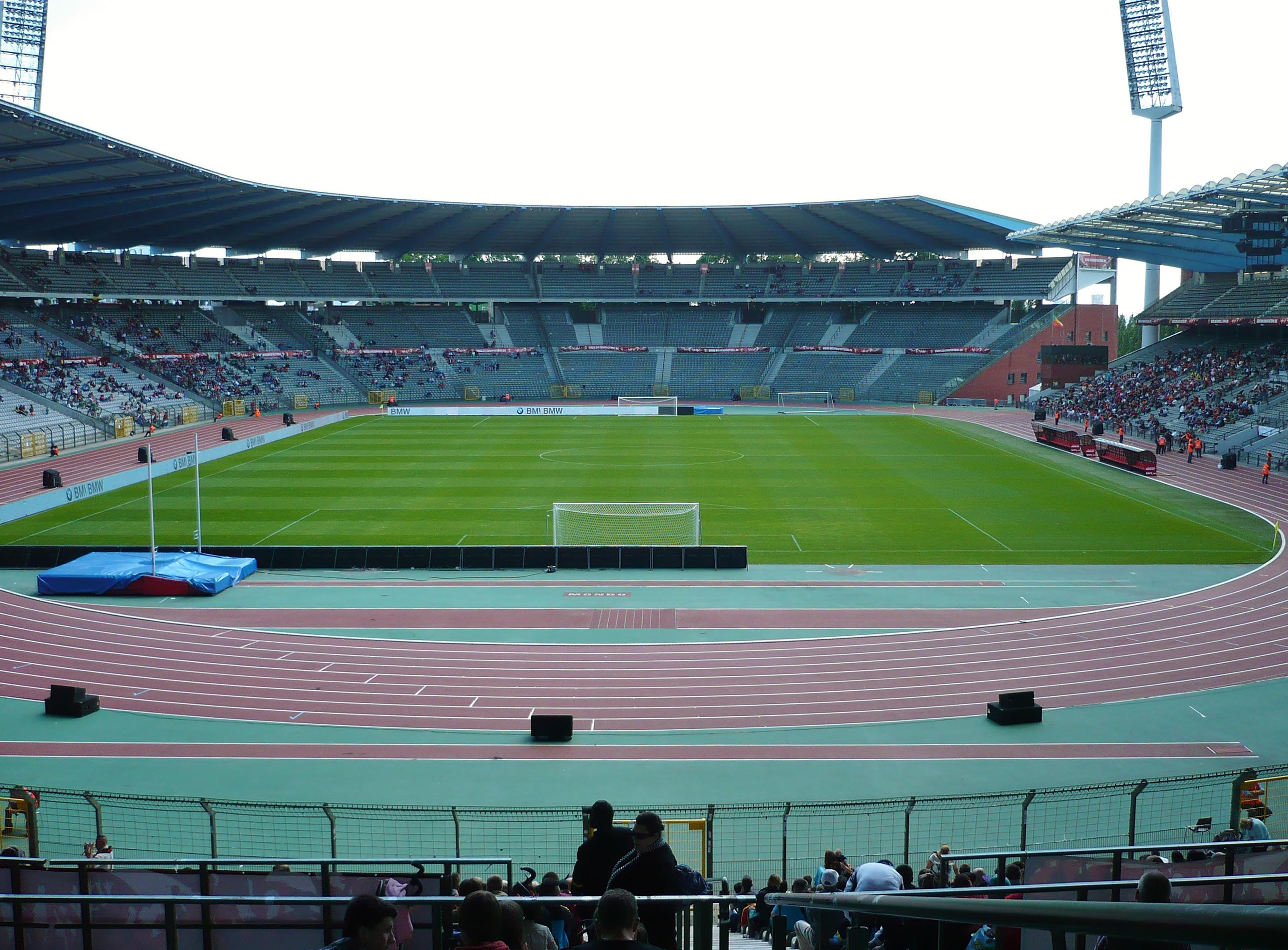
Stade Roi Baudouin de Bruxelles

En 2020, les Championnats de Belgique d'athlétisme toutes catégories se sont déroulés les samedi 15 et dimanche 16 août au stade Roi Baudouin à Bruxelles. 
Le 10 000 m pour les hommes et les femmes et le 3000 m steeple pour les femmes ont eu lieu le dimanche 27 septembre à Braine-l'Alleud. Le lancer du marteau a eu lieu à Kessel-Lo.

## Résultats

### 100 m
| Résultat | Athlète            | Performance (-0,2 SP) |
| -------- | ------------------ | --------------------- |
| 1er      | Kobe Vleminckx     | 10,42 s               |
| 2e       | Robin Vanderbemden | 10,51 s               |
| 3e       | Kevin Borlée       | 10,62 s               |

| Résultat | Athlète                | Performance (+0,7 SP) |
| -------- | ---------------------- | --------------------- |
| 1re      | Rani Rosius            | 11,39 s               |
| 2e       | Cynthia Bolingo Mbongo | 11,63 s               |
| 3e       | Imke Vervaet           | 11,68 s               |

### 200 m
| Résultat | Athlète          | Performance (+0,6 SP) |
| -------- | ---------------- | --------------------- |
| 1er      | Julien Watrin    | 21,15 s               |
| 2e       | Jordan Paquot    | 21,63 s               |
| 3e       | Yoran Deschepper | 21,67 s               |

| Résultat | Athlète                | Performance (+0,2 SP) |
| -------- | ---------------------- | --------------------- |
| 1re      | Imke Vervaet           | 23,42 s               |
| 2e       | Cynthia Bolingo Mbongo | 23,43 s               |
| 3e       | Rani Rosius            | 23,90 s               |

### 400 m
| Résultat | Athlète            | Performance |
| -------- | ------------------ | ----------- |
| 1er      | Christian Iguacel  | 46,80 s     |
| 2e       | Camille Snyders    | 47,26 s     |
| 3e       | Sven Van Den Bergh | 47,40 s     |

| Résultat | Athlète           | Performance |
| -------- | ----------------- | ----------- |
| 1re      | Camille Laus      | 53,13 s     |
| 2e       | Élise Lasser      | 54,30 s     |
| 3e       | Liefde Schoemaker | 54,51 s     |

### 800 m
| Résultat | Athlète           | Performance |
| -------- | ----------------- | ----------- |
| 1er      | Eliott Crestan    | 1.49.89     |
| 2e       | Aurèle Vandeputte | 1,50,35     |
| 3e       | Tibo De Smet      | 1.50.45     |

| Résultat | Athlète          | Performance |
| -------- | ---------------- | ----------- |
| 1re      | Renée Eykens     | 2,03,90     |
| 2e       | Mariska Parewyck | 2.05.74     |
| 3e       | Vanessa Scaunet  | 2.06.16     |

### 1500 mètres
| Résultat | Athlète         | Performance |
| -------- | --------------- | ----------- |
| 1er      | Ismael Debjani  | 3.47.47     |
| 2e       | Thomas Vanoppen | 3.47.91     |
| 3e       | Ruben Verheyden | 3.48.82     |

| Résultat | Athlète          | Performance |
| -------- | ---------------- | ----------- |
| 1re      | Élise Vanderelst | 4.18.69     |
| 2e       | Sofie Van Accom  | 4.22.79     |
| 3e       | Jenna Wyns       | 4.24.63     |

### 5000 m
| Résultat | Athlète           | Performance |
| -------- | ----------------- | ----------- |
| 1er      | Ward D'hoore      | 14.08.92    |
| 2e       | Lahsene Bouchikhi | 14.10.97    |
| 3e       | Steven Casteele   | 14.11.45    |

| Résultat | Athlète           | Performance |
| -------- | ----------------- | ----------- |
| 1re      | Nina Lauwaert     | 16.31.36    |
| 2e       | Britt Vanthillo   | 17.14.53    |
| 3e       | Lindsey De Grande | 17.14.71    |

### 10 000 m[1]
| Résultat | Athlète           | Performance |
| -------- | ----------------- | ----------- |
| 1er      | Mats Lunders      |             |
| 2e       | Nicolaï Saké      |             |
| 3e       | Clement Deflandre |             |

| Résultat | Athlète          | Performance |
| -------- | ---------------- | ----------- |
| 1re      | Hanne Verbruggen |             |
| 2e       | Florence De Cock |             |
| 3e       | Mieke Gorissen   |             |

### 110 m haies/100 m haies
| Résultat | Athlète          | Performance (+0,3 SP) |
| -------- | ---------------- | --------------------- |
| 1er      | Michael Obasuyi  | 13,82 s               |
| 2e       | François Grailet | 14,45 s               |
| 3e       | Ewout Dumon      | 14,67 s               |

| Résultat | Athlète         | Performance (+0,2 SP) |
| -------- | --------------- | --------------------- |
| 1re      | Anne Zagré      | 13.07 s               |
| 2e       | Sarah Missinne  | 13,37 s               |
| 3e       | Chloé Beaucarne | 13,59 s               |

### 400 m haies
| Résultat | Athlète              | Performance |
| -------- | -------------------- | ----------- |
| 1er      | Tuur Bras (nl)       | 50,69 s     |
| 2e       | Dylan Owusu          | 51,37 s     |
| 3e       | Dries Vannieuwenhove | 51,49 s     |

| Résultat | Athlète          | Performance |
| -------- | ---------------- | ----------- |
| 1re      | Paulien Couckuyt | 56,14 s     |
| 2e       | Eline Claeys     | 57,80 s     |
| 3e       | Kylie Lambert    | 60,08 s     |

### 3000 m steeple[2]
| Résultat | Athlète             | Performance |
| -------- | ------------------- | ----------- |
| 1er      | Clément Deflandre   | 9.08.61     |
| 2e       | Ulysse Lenoir       | 9.12.91     |
| 3e       | Marco Vanderpoorten | 9.19.06     |

| Résultat | Athlète              | Performance |
| -------- | -------------------- | ----------- |
| 1re      | Eline Dalemans       |             |
| 2e       | Sofie Gallein        |             |
| 3e       | Jolien Van Hoorebeke |             |

### Saut en longueur
| Résultat | Athlète             | Performance       |
| -------- | ------------------- | ----------------- |
| 1er      | Daniel Segers       | 7,89 m (+1,8 m/s) |
| 2e       | Mathias Broothaerts | 7,51 m (+0,5 m/s) |
| 3e       | Corentin Campener   | 7,44 m (+0,2 m/s) |

| Résultat | Athlète                 | Performance       |
| -------- | ----------------------- | ----------------- |
| 1re      | Bo Brasseur             | 5,98 m (-0,2 m/s) |
| 2e       | Ilona Masson            | 5,93 m (+0,8 m/s) |
| 3e       | Anne-Dominique Baramoto | 5,78 m (+0,2 m/s) |

### Triple saut
| Résultat | Athlète              | Performance        |
| -------- | -------------------- | ------------------ |
| 1er      | Björn De Decker      | 14,67 m (+0,3 m/s) |
| 2e       | Matthias De Leenheer | 14,20 m (+0,3 m/s) |
| 3e       | Désir Kingunza       | 14,15 m (0,0 m/s)  |

| Résultat | Athlète        | Performance        |
| -------- | -------------- | ------------------ |
| 1re      | Elsa Loureiro  | 12,79 m (+0,9 m/s) |
| 2e       | Saliyya Guisse | 12,75 m (-3,5 m/s) |
| 3e       | Ilona Masson   | 12,48 m (-0,4 m/s) |

### Saut en hauteur
| Résultat | Athlète       | Performance |
| -------- | ------------- | ----------- |
| 1er      | Thomas Carmoy | 2,25 m      |
| 2e       | Lars Van Looy | 2,15 m      |
| 3e       | Jef Vermeiren | 2,09 m      |

| Résultat | Athlète        | Performance |
| -------- | -------------- | ----------- |
| 1re      | Merel Maes     | 1,84 m      |
| 2e       | Zita Goossens  | 1,82 m      |
| 3e       | Yorunn Ligneel | 1,74 m      |

### Saut à la perche
| Résultat | Athlète             | Performance |
| -------- | ------------------- | ----------- |
| 1re      | Ben Broeders        | 5,60 m      |
| 2e       | Robin Bodart        | 5,00 m      |
| 3e       | Thomas Van Nuffelen | 4,90 m      |

| Résultat | Athlète         | Performance |
| -------- | --------------- | ----------- |
| 1re      | Elien Vekemans  | 4,20 m      |
| 2e       | Mélanie Vissers | 4,10 m      |
| 3e       | Lola Lepère     | 4,00 m      |

### Lancer du poids
| Résultat | Athlète             | Performance |
| -------- | ------------------- | ----------- |
| 1er      | Philip Milanov      | 16,65 m     |
| 2e       | Matthias Quintelier | 16,64 m     |
| 3e       | Jarno Wagemans      | 15,36 m     |

| Résultat | Athlète               | Performance  |
| -------- | --------------------- | ------------ |
| 1re      | Myrthe Van Der Borght | 14,28 mètres |
| 2e       | Elise Helsen          | 13,69 m      |
| 3e       | Elena Defrère         | 13,50 m      |

### Lancer du disque
| Résultat | Athlète          | Performance  |
| -------- | ---------------- | ------------ |
| 1er      | Philip Milanov   | 60,16 mètres |
| 2e       | Edwin Nys        | 49,66 mètres |
| 3e       | Stijn Spilliaert | 49,06 mètres |

| Résultat | Athlète            | Performance  |
| -------- | ------------------ | ------------ |
| 1re      | Catherine Lyssens  | 51,48 mètres |
| 2e       | Anouska Hellebuyck | 50,94 mètres |
| 3e       | Emilie Dodrimont   | 48,52 mètres |

### Lancer de javelot
| Résultat | Athlète         | Performance  |
| -------- | --------------- | ------------ |
| 1er      | Timothy Herman  | 77,53 mètres |
| 2e       | Cédric Sorgless | 73,41 mètres |
| 3e       | Michael Boa     | 60,16 mètres |

| Résultat | Athlète         | Performance  |
| -------- | --------------- | ------------ |
| 1re      | Cassandre Evans | 44,24 mètres |
| 2e       | Ann Telemans    | 43.84 mètres |
| 3e       | Nele Meylemans  | 42,25 mètres |

### Lancer du marteau[3]
| Résultat | Athlète            | Performance |
| -------- | ------------------ | ----------- |
| 1er      | Remi Malengreaux   | 63,19 m     |
| 2e       | Stef Vanbroekhoven | 62,42 m     |
| 3e       | Kobe Gieghase      | 59,19 m     |

| Résultat | Athlète               | Performance  |
| -------- | --------------------- | ------------ |
| 1re      | Vanessa Sterckendries | 67,62 mètres |
| 2e       | Ilke Lagrou           | 56.89 mètres |
| 3e       | Nele Lambrecht        | 46,43 mètres |

## Sources
- Ligue belge francophone d'athlétisme
- Ligue belge flamande d'athlétisme
- Résultats